# ماريا كوتشينا
ماريا كوتشينا (بالروسية: Мария Александровна Ласицкене)‏ ولدت في 14 يناير 1993) لاعبة ألعاب قوى روسية متخصصة في الوثب العالي. فازت بالميدالية الذهبية في بطولة العالم لألعاب القوى 2015.

## وصلات خارجية
- ماريا كوتشينا على موقع الاتحاد الدولي لألعاب القوى (الإنجليزية)
- ماريا كوتشينا على موقع الاتحاد الأوروبي لألعاب القوى (الإنجليزية)
- ماريا كوتشينا على موقع الدوري الماسي (الإنجليزية)
- ماريا كوتشينا على موقع اللجنة الأولمبية الدولية (الإنجليزية)
- ماريا كوتشينا على موقع أوليمبيديا (الإنجليزية)